# IC 1008A
IC 1008A је галаксија у сазвјежђу Волар која се налази на листи објеката дубоког неба у Индекс каталогу.
Деклинација објекта је + 28° 20' 50" а ректасцензија 14h 23m 42,6s. Привидна величина (магнитуда) објекта IC 1008 износи 14,5 а фотографска магнитуда 15,3. IC 1008A је још познат и под ознакама IC 4414A, MCG 5-34-27, CGCG 163-35, PGC 51414.